# Prosimulium gigas
Prosimulium gigas är en tvåvingeart som beskrevs av Rubtsov 1956. Prosimulium gigas ingår i släktet Prosimulium och familjen knott. Inga underarter finns listade i Catalogue of Life.